# Hattenhof (Weißenburg)

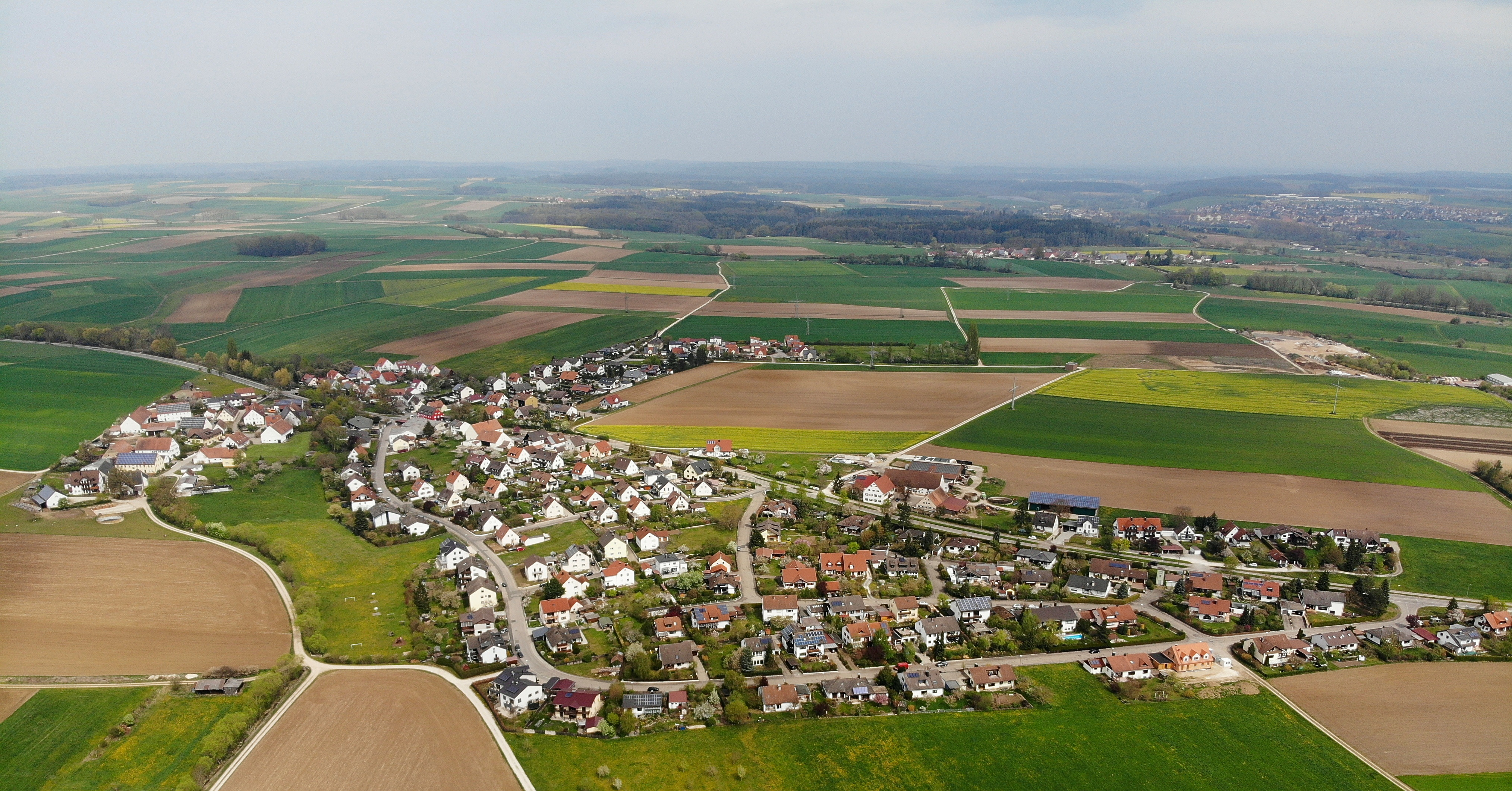
Hattenhof, Luftaufnahme von Süden (2020)

Hattenhof ist ein Gemeindeteil der Großen Kreisstadt Weißenburg in Bayern im Landkreis Weißenburg-Gunzenhausen (Mittelfranken, Bayern). Hattenhof liegt in der Gemarkung Weimersheim.

## Lage
Das Dorf liegt etwa zwei Kilometer westlich vom Stadtzentrum Weißenburgs und wächst zunehmend mit der Stadt zusammen. 
Die nächsten Ortschaften sind das zwei Kilometer westlich gelegene Weimersheim sowie die Dörfer Schmalwiesen und Holzingen im Südwesten bzw. Nordosten. Durch Hattenhof fließt der Weimersheimer Bach, am westlichen Ortsrand befindet sich ein kleiner (etwa 1400 m² großer) Teich.
Durch den Ort führt die Kreisstraße WUG 1. Eine geplante zweite Ortsumgebung von Weißenburg soll zwischen Hattenhof und Weißenburg verlaufen.

## Geschichte
Im Jahr 1345 wurde Hattenhof erstmals urkundlich erwähnt. Ursprünglich erstreckte sich der Ort entlang des Weimersheimer Baches in Nord-Süd-Richtung. Er war landwirtschaftlich geprägt, bis in den 1950er / 60er Jahren bedingt durch das nahe Weißenburg eine starke Siedlungstätigkeit einsetzte. Durch ein in den 1970er Jahren entstandenes Neubaugebiet hat Hattenhof inzwischen mehr Einwohner als der ehemalige Hauptort Weimersheim.
Vor der Gemeindegebietsreform gehörte Hattenhof zur Gemeinde Weimersheim und kam zusammen mit dieser am 1. Juli 1972 zu Weißenburg. Kirchlich gehört der Ort nach wie vor zu Weimersheim.

## Baudenkmäler
- Am Weißenhof 1: Gasthaus
- Hattenhofer Straße 2: Vierseithof